# Berlín (El Salvador)
Berlín ist ein Municipio in El Salvador im Departamento Usulután.

## Geografische Gliederung
Die Stadtgemeinde besteht aus einem städtischen Zentrum mit etwa 12.000 Einwohnern und 17 Kantonen mit etwa 30.000 Einwohnern. Das städtische Zentrum befindet sich auf 1020 Meter über dem Meeresspiegel in den Bergen des östlichen El Salvadors. Sie kann in Tiefland-Kantone (Zona Baja), das Gebiet des Río-Lempa-Flusses, und in Hochland-Kantone (Zona Alta), welche über 1500 Meter über dem Meeresspiegel liegt, gegliedert werden. Die Namen einiger ländlicher Kantone lauten: Talpetates, Alta Loma, Las Delicias, El Colón, El Tablón. Die Namen der Nachbargemeinden sind Mercedes Umaña und Santiago de Maria, die nächstgrößere Stadt ist San Miguel.

## Religion
Berlíns Schutzpatron ist San José (»der heilige Joseph«), dessen Namenstag, am 19., vom 15. bis zum 20. März gefeiert wird. Die Stadt verfügt über eine katholische Kirche, evangelische und evangelikale Gruppierungen.

## Geschichte
Während des Bürgerkriegs war Berlín ein konfliktives Gebiet. 1983 hatte die FMLN Berlín kurz besetzt, worauf Regierungstruppen die Stadt bombardierten. Durch die Bombardierung wurden zahlreiche Zivilisten getötet und mehrere große Haziendas zerstört.
Domingo Monterrosa Barrios (4. August 1940 – 23. Oktober 1984 Joateca, Departamento Morazán), welcher das Massaker von El Mozote befahl, stammt aus Berlín.

## Wirtschaft
Die traditionell wichtigste wirtschaftliche Aktivität in Berlín ist die Kaffeeproduktion, welche in der Zona Alta konzentriert ist. Berlín verfügt über eine Kaffee-Aufbereitungsanlage. In der Zona Baja, einschließlich der Region Mechotique, werden Rinder gehalten und Zuckerrohr angebaut. Zur Subsistenz werden Bohnen und Mais angebaut.

## Geothermisches Kraftwerk
In den 1980er Jahren wurden die ersten Bohrungen zur Erstellung eines Geothermiekraftwerks niedergebracht.

## Naturerscheinungen
In der Folge des Hurrikans Mitch 1998 wurde Berlín durch Überschwemmungen und Erdrutsche schwer beschädigt. Auch die Erdbeben im Januar und Februar 2001 führten zu schweren Schäden.
Zur Verwaltung bei außergewöhnlichen Naturereignissen wurde im Rathaus eine Unidad Ambiental eingerichtet. Ein starker Regen verursachte im Mai 2007 Überschwemmungen und Erdrutsche, die zum Tod von fünf Personen führten. Derzeit werden Maßnahmen angestrengt, um den Gemeindeteil Brisas del Sol abzusiedeln, welcher sich in einer Risikozone befindet.